# Dynamenella scaptocephala
Dynamenella scaptocephala is een pissebed uit de familie Sphaeromatidae. De wetenschappelijke naam van de soort is voor het eerst geldig gepubliceerd in 1990 door Messana.